# Lena Schöneborn
Lena Schöneborn, née le 11 avril 1986 à Troisdorf, est une pentathlète allemande. Elle obtient le titre olympique lors des Jeux olympiques de Pékin.

## Palmarès
| Discipline/Année                         | 2005 | 2006 | 2007 | 2008 | 2009 | 2010 | 2011 | 2012 | 2013 | 2014 | 2015 | 2016 |
| ---------------------------------------- | ---- | ---- | ---- | ---- | ---- | ---- | ---- | ---- | ---- | ---- | ---- | ---- |
| Jeux olympiques Individuel               | -    | -    | -    | 1e   | -    | -    | -    | 15e  | -    | -    | -    | 32e  |
| Championnats du monde seniors Individuel | -    | -    | 2e   | -    | 3e   | 3e   | -    | -    | -    | 4e   | -    | -    |
| Championnats du monde seniors Équipe     | 1er  | -    | 2e   | -    | 1er  | 3e   | -    | -    | -    | -    | -    | -    |
| Championnats du monde seniors Relais     | 1er  | -    | 3e   | -    | 2e   | -    | -    | -    | -    | -    | -    | -    |
| Championnats d'Europe seniors Individuel | -    | -    | 4e   | -    | -    | 2e   | 1er  | -    | -    | -    | 3e   | -    |
| Championnats du monde juniors Individuel | 1er  | -    | 3e   | -    | -    | -    | -    | -    | -    | -    | -    | -    |

Ce palmarès n'est pas complet